# Nombre f
|  | No s'ha de confondre amb distància focal, que en fotografia es denota com a "F". |

En òptica, el nombre f (de vegades anomenat relació focal, f-ratio –de focal ratio en anglès– o obertura relativa) d'un sistema òptic expressa el diàmetre de la pupil·la d'entrada (en fotografia, l'obertura d'un objectiu) en termes de distància focal F efectiva de la lent. És la mesura quantitativa de la velocitat de la lent a causa de la relació directa entre "lluminositat" de la lent i majors velocitats d'obturació per a una correcta exposició de la imatge sobre un suport sensible.
Més concretament, el nombre f és una quantitat adimensional N, que resulta de dividir la longitud focal f pel diàmetre de la pupil·la d'entrada D (diàmetre de l'objectiu) d'un sistema òptic qualsevol:
{\displaystyle N={\frac {f}{D}}}
Un nombre f com N=16 sol denotar-se de la forma f/16, o representat com la fracció d'una unitat: 1:16.

## Notació
La interpretació literal de la notació f/N s'obté aïllant D de la fórmula anterior: 
{\displaystyle D={\frac {f}{N}}}
Així, f/16 (llegit "efa setze") correspon a un diàmetre de pupil·la d'entrada D que resulta ser 16 vegades més petit que la longitud focal de l'objectiu. La pupil·la d'entrada és proporcional al diàmetre d'obertura del sistema. Es pot apreciar que N és inversament proporcional a l'obertura, és a dir, quan hi ha un major valor d'obertura, N decreix.

## Nombre f en fotografia

Diagrama d'obertures decreixents, corresponents a lescala estàndard de nombres f creixents, en increments d'un p. Cada obertura d'aquesta sèrie abasta la meitat de l'àrea que la que la precedeix.

En una càmera fotogràfica, l'obertura es correspon usualment amb l'obertura del diafragma en l'objectiu, el qual pot ser ajustat en passos discrets per modificar la grandària de la pupil·la i regular la quantitat de llum que assoleix la pel·lícula o el sensor.

### Escales de nombres f
Si s'ajusten els passos de manera que cada valor representi la meitat d'intensitat lluminosa que el precedent, s'ha de dividir l'àrea de la pupil·la d'entrada entre 2, i el seu diàmetre entre {\displaystyle {\sqrt {2}}}. S'obté d'aquesta manera una successió anomenada escala estàndard de nombres f, formada per aproximacions dels termes de la progressió geomètrica de les potències de 1 / {\displaystyle {\sqrt {(}}2^{n})}: 0 ≤ n < ∞
f/1, f/1,4, f/2, f/2,8, f/4, f/5,6, f/8, f/11, f/16, f/22, f/32, f/45, f/64, f/90, f/128, f/180, f/256 etc.
En càmeres modernes es poden trobar també escales que avancen segons una fracció de pas (1/2, 1/3 o fins i tot 1/8 de pas):
Escala de mig pas
| # | 1,0 | 1,2 | 1,4 | 1,7 | 2 | 2,4 | 2,8 | 3,2 | 4 | 4,8 | 5,6 | 6,7 | 8 | 9,5 | 11 | 13 | 16 | 19 | 22 |

Escala d'1/3 de pas
| # | 1,0 | 1,1 | 1,2 | 1,4 | 1,6 | 1,8 | 2 | 2,2 | 2,5 | 2,8 | 3,2 | 3,5 | 4 | 4,5 | 5,0 | 5,6 | 6,3 | 7,1 | 8 | 9 | 10 | 11 | 13 | 14 | 16 | 18 | 20 | 22 |